# Serinhac del Puègbodon
Serinhac del Puègbodon (en francès Sérignac-Péboudou) és un municipi francès situat al departament d'Òlt i Garona i a la regió de la Nova Aquitània.

## Demografia
| 1962                                       | 1968 | 1975 | 1982 | 1990 | 1999 | 2007 | 2016 |
| ------------------------------------------ | ---- | ---- | ---- | ---- | ---- | ---- | ---- |
| 274                                        | 291  | 222  | 176  | 190  | 169  | 173  | 175  |
| Des de 1962: població sense dobles comptes |      |      |      |      |      |      |      |

## Administració
| Període   | Identitat      | Partit |
| --------- | -------------- | ------ |
| 1989-2008 | Lucien Fargues |        |
| 2008-     | Guy Peyrat     |        |